# Sławomir Kempa
Sławomir Kempa (ur. 5 stycznia 1968) – polski piłkarz występujący na pozycji pomocnika.

## Życiorys
W sezonie 1985/1986 grał w Zawiszy Bydgoszcz, następnie był piłkarzem Chemika. W latach 1991–1993 w barwach Chemika występował na poziomie II ligi. Następnie powrócił do Zawiszy, wówczas grającego w I lidze. W najwyższej polskiej klasie rozgrywkowej rozegrał 29 spotkań, debiutując 24 lipca w przegranym 0:1 meczu z Wartą Poznań. Po sezonie jego klub spadł do II ligi. W Zawiszy występował do 1998 roku, następnie przez pół roku był zawodnikiem Mieni Lipno, a w 1999 roku grał w Jezioraku Iława. Na dalszym etapie kariery grał ponownie w Zawiszy, a także w Chemiku/Zawiszy oraz klubach niższych lig.

## Statystyki ligowe
| Sezon         | Klub              | Liga    | Mecze | Gole |
| ------------- | ----------------- | ------- | ----- | ---- |
| 1985/1986     | Zawisza Bydgoszcz | II liga | 5     | 0    |
| 1991/1992     | Chemik Bydgoszcz  | II liga | 34    | 3    |
| 1992/1993     | Chemik Bydgoszcz  | II liga | 33    | 11   |
| 1993/1994     | Zawisza Bydgoszcz | I liga  | 29    | 2    |
| 1994/1995     | Zawisza Bydgoszcz | II liga | 14    | 4    |
| 1995/1996     | Zawisza Bydgoszcz | II liga | 31    | 3    |
| 1996/1997     | Zawisza Bydgoszcz | II liga | 33    | 2    |
| 1997/1998     | Zawisza Bydgoszcz | II liga | 27    | 5    |
| 1998/1999 (w) | Jeziorak Iława    | II liga | 13    | 2    |
| 1999/2000 (j) | Jeziorak Iława    | II liga | 23    | 0    |
| 1999/2000 (w) | Zawisza Bydgoszcz | IV liga | 10    | 0    |